# Васильев, Александр Георгиевич (1939)
Александр Георгиевич Васильев («Сашка») (1939—1993) — один из «столпов» московской богемы 1960-80-х годов, книготорговец, букинист.
Был связан с художниками-нонконформистами, «открыл» некоторых из них, особенно Владимира Яковлева (был его «покровителем» и первым, кто стал продавать его картины), торговал их картинами. Сыграл большую роль в распространении и популяризации нонконформистского искусства.

## Биография
Сын советского режиссёра, одного из знаменитых братьев Васильевых, рано осиротел, после чего его мать переехала в Москву. В 1957 году поступил во ВГИК.
Владимир Алейников вспоминал о нём: «Тот самый знаменитый в Москве и далеко за её пределами, Саша Васильев (…) наделённый поистине феноменальным чутьём на таланты, во многих отношениях не просто интересный, а удивительный даже, огромную роль в нашей культуре сыгравший, человек». Деятель «второго русского авангарда» Валентин Воробьёв характеризует Васильева — «меценат, коллекционер, книжник, эстет». «Это была легендарная личность — абсолютно свободный человек в советском пространстве», вспоминают о нём другие. Николай Котрелёв рассказывает, что «Васильев был человек предприимчивый, архипредприимчивый. Некоторые говорят, гениальным был предпринимателем. Ну, вот он стал уже в 58-м году tableaux marchand, как говорят французы, торговец картинами, продавал Яковлева. Потом бросил, занялся более, ну, доходными».
Искусствовед Татьяна Кондакова пишет о нём: «Александр Васильев не сразу закончил ВГИК, его выгоняли за увлечение авангардистскими художественными течениями и прозападные выступления. В перерывах между восстановлением раньше Цоя освоил профессию истопника (чтобы быть поближе к ВГИК), получил диплом киноведа, но ни дня не работал по специальности. И не питал по свидетельствам особой страсти к кино. Однако дорожил им как проводником, соединяющим его с личностью и жизнью отца, со своими корнями. (…) был известным подпольным book-дилером, а по-московски — букинистом. Однако, не зря этот бородато-усатый человек с бровями в форме радуги, на которой вырос лес, любил знак бесконечности. Помимо подпольной торговли запрещёнными официальной цензурой книгами, Александр Васильев поддерживал нонконформистское искусство шестидесятников, умел его продавать и слыл специалистом по иконам. Без Сашки Васильева гуманитарная Москва того времени наверно не выжила».
«Вокруг Васильева сформировался круг литераторов, историков, искусствоведов, философов, и художников, который поэт Геннадий Айги называл „Васильевский кружок“. В него входили среди прочих художники: В. Пятницкий, И. Ворошилов, В. Яковлев, Э. Курочкин, С. Афанасьев, Н. Шибанова». «Круг Сашки Васильева» начал формироваться ещё во время его учёбы во ВГИКе. Также в него входили Галина Маневич, Валентин Воробьёв, Анатолий Зверев, Геннадий Айги, Венедикт Ерофеев, Игорь Вулох, Михаил Шварцман и др. «Круг Сашки Васильева» был, по выражению исследователей «одним из немногих „островков“ относительной свободы творчества в „море“ мрачной советской жизни и искусства социалистического реализма. Как и на других подобных „островках“ („школа В. Я. Ситникова“, „студия Э.Белютина“ и др.), там царил дух свободы и неприятия существующего положения в искусстве. В целом эти небольшие островки образовали некий „архипелаг“, где, как теперь становится ясно, создавалось настоящее искусство. И в этом заключается историческая роль „круга Сашки Васильева“».
В 2012 году была выпущена посвящённая ему книга, сборник воспоминаний «Про Сашку Васильева», а также прошла выставка в Государственном Литературном музее, в Трубниковском переулке, где были представлены художники, входившие в его круг из коллекций Аркадия Агапкина и Михаила Алшибая.